# Большая Осмота
Больша́я О́смота (Большая Осмата или Восмота; бел. Вялі́кая Во́смата) — озеро в Городокском районе Витебской области Белоруссии. Относится к бассейну реки Свина́.

## Географическое положение
Озеро Большая Осмота располагается в 33 км к северо-западу от города Городок, посреди лесного массива. Высота над уровнем моря составляет 144,1 м.
К северу от водоёма расположено озеро Малая Осмота. Два озера соединены между собой. Поэтому в некоторых источниках оба водоёма упоминаются под единым названием Осмота.

## Морфология
Площадь поверхности озера составляет 1,12 км². Длина — 2,56 км, наибольшая ширина — 0,67 км, длина береговой линии — 7,26 км. Наибольшая глубина — 8,8 м, средняя — 4,6 м. Объём воды в озере — 5,21 млн м³. Площадь водосбора — 203 км².
Котловина лощинного типа, вытянутая с юго-запада на северо-восток. Склоны пологие, песчаные, покрытые лесом. Высота склонов в среднем составляет 2—3 м, на севере и юге повышаясь до 5—10 м. Береговая линия извилистая, образует ряд небольших заливов и полуостровов. Берега высотой до 0,3 м (на юго-западе выше), песчаные, поросшие лесом и кустарником. Ширина поймы составляет до 30 м. К западному берегу местами примыкают участки заболоченной местности.
Глубины до 2 м занимают 22 % площади озера. Мелководье узкое, шириной 5—10 м (на востоке — до 50 м), резко переходящее в профундаль. Дно корытообразной формы, до глубины 5—7 м выстеленное песками и опесчаненным илом, глубже — кремнезёмистыми сапропелями.
Присутствуют два острова общей площадью 0,2 га.

## Гидрология
Большая Осмота — проточное озеро. На западе в него впадает река Осмотица, на юге вытекает река Копань — верхний участок русла реки Прудница. Озёра Большая Осмота и Малая Осмота соединены короткой протокой.
Водоём относится к эвтрофному типу. Минерализация воды достигает 190 мг/л, прозрачность — 2 м.

## Флора и фауна
Озеро существенно зарастает. Ширина полосы надводной растительности варьируется от 4 до 90 м, подводной — от 20 до 150 м.
В водоёме обитают лещ, щука, плотва, окунь, густера, краснопёрка, уклейка, линь и другие виды рыб.

## Рекреационное использование
На озере организовано платное любительское рыболовство.